# ライリー・アン・ソーヤーズ殺害事件
ライリー・アン・ソーヤーズ殺害事件（ライリー・アン・ソーヤーズさつがいじけん）は、アメリカ合衆国・テキサス州において、2007年に、9歳の少女が母親らの虐待により殺害された事件である。

## 事件の概要
米国テキサス州に住む9歳の少女ライリー・アン・ソーヤーズ（Riley Ann Sawyers、2005年3月11日 - 2007年7月24日）は、彼女の母親のキンバリー・ドーン・トレナー（Kimberly Dawn Trenor）と継父のロイス・ザイグラー（Royce Zeigler）による虐待により死亡した。彼女の遺体は同年10月29日にテキサス州ガルベストン湾で発見された。
遺体発見後、警察は腐敗のために身元特定が難しく、身元特定のための全国的な調査を開始した。彼女の祖母であるシェリル・ソーヤーズが合成スケッチを見て警察に連絡し、2014年11月30日のDNA型鑑定によって特定された。

## 被害者の家庭環境
ライリー・アンは、彼女の母親のキンバリー・ドーン・トレナーが15歳の時に高校の同級生ロバート・トーマス・ソーヤーズとの間にもうけた子供である。彼の父親は高校を中退し、家族はオハイオ州メンターにあるロバートの母親シェリル・ソーヤーズの自宅で生活していた。また、ライリー・アンの面倒は主に祖母のシェリルが見ていた。その後家族は同居を続けるも交際関係が破綻し、父親はキャサリン・プリスターという別の女性と後に結婚した。その間母親のトレナーはロバートから家庭内暴力を受けており、2006年10月にトレナーは娘と共にソーヤーズ家を離れた。
2007年1月1日、トレナーはロイス・クライド・ザイグラー・ジュニアと結婚し、5月にはテキサス州スプリングへと引っ越した。ザイグラーとトレナーが出会ったのはWorld of Warcraftというオンラインゲームを通じてであり、トレナーは次第にこのゲームに熱中するようになった。
継父のザイグラーはライリー・アンの言葉遣いを良くするには体罰が最も良いと考えており、彼女に対して頻繁に暴力を振るっていた。ザイグラーのかつての継母の話によると、彼自身も父親から体罰を受けて育った経験があるという。他の継母も、彼の経験がライリー・アンの虐待死と繋がっていると述べている。

## 殺害
母親のトレナーは、宣誓供述書に署名した上で証言を行なった。彼女によると事件の起きた2007年7月24日、彼女と父親のザイグラーはライリー・アンを革のベルトで打ち、その頭を掴んで浴槽に沈めた。そしてザイグラーが彼女の髪を掴んで部屋まで引っ張っていき、頭部を硬い床に打ちつけた。彼女はこれによって負傷し、「立て」という命令に従うことができなかった。その間ライリー・アンは母親のトレナーに対して「愛してる（I love you）」と言い、暴力から逃れようとしていた。なお、この事件についてトレナーは「行き過ぎたしつけ」による事故だったと供述した。
娘の死に気づいた後、2人はウォルマートでプラスチックのコンテナを購入し、ゴミ袋に詰めた娘の遺体をコンテナに収めた。そしてその後、コンテナ内で2ヶ月放置した後にガルベストン湾へ捨てた。

## 遺体発見・身元特定
被害者の遺体がガルベストン湾で見つかったのは、死亡から2ヶ月以上が経過した10月29日であった。
検死によって頭蓋骨に3つの骨折が見られたため、警察は殺人事件として捜査を始めた。なお、傷の様子は深刻で屋上から転落したのと同程度の力がかけられたようであった。遺留品から身元の特定ができなかったため、警察はフォレンジック・アーティストのロイス・ギブソンに法科学に基づく復顔を依頼した。この遺体は、身元が特定されるまで仮名の「ベイビー・グレース」という名で呼ばれていた。
ギブソンによる似顔絵は全国に公開され、たまたまそれをネット上で見かけた被害者の祖母シェリル・ソーヤーズが当局に申し出た。その後DNA鑑定が実施され、実際にシェリルの孫であるライリー・アン・ソーヤーズの遺体であることが特定された。

## 裁判
継父のザイグラーは感謝祭の直前に抗うつ薬の過剰摂取による自殺未遂を行なった。遺書には「私だけが罪を負うべきであり妻は無実だ」と書かれていたが、彼は法廷において被害者が死亡した際には別の部屋にいたので無実だと主張した。
夫妻の逮捕後2人にはそれぞれ35万ドルの保釈金がかけられた。2人は当初傷害罪と証拠の隠滅で起訴されたが、妊娠中だった母トレナーの裁判は2009年1月の被告の出産を待って行われた。

### 殺人罪の適用
最終的に夫妻はライリー・アンの死に対して責任があると判断された。そして2009年2月2日、トレナーは殺人罪で仮釈放のない終身刑を言い渡された。ザイグラーには殺人罪と証拠隠滅の罪が適用され、同年11月6日に仮釈放のない終身刑が言い渡された。